# Luna City Express

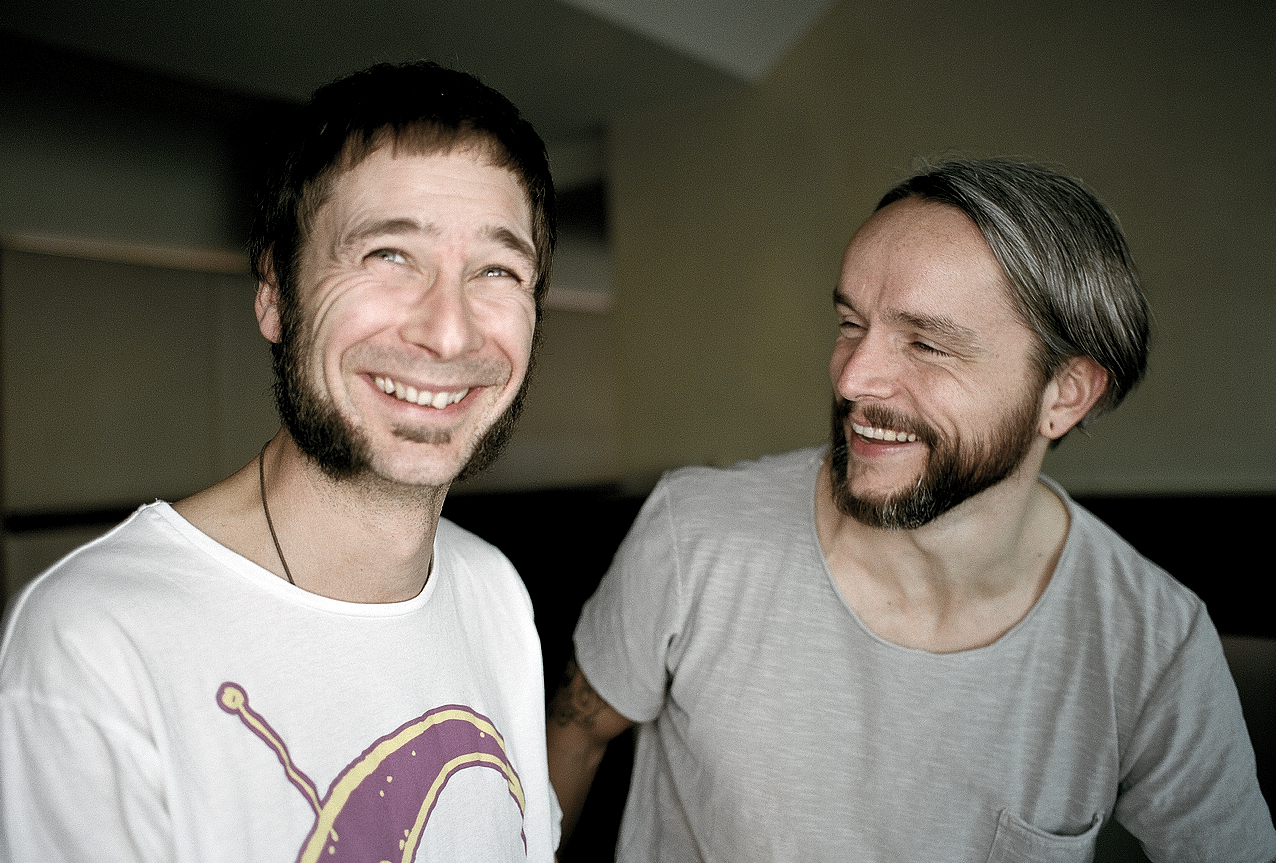

Luna City Express ist ein Berliner Produzenten- und DJ-Duo im Bereich der  elektronischen Tanzmusik  bzw. House und besteht aus den beiden Solokünstlern Norman Weber (bürgerlich Norman Weber; * 1976) und Marco Resmann (* 1977).

## Leben
Norman Weber bekam den Anstoß zu einer musikalischen Karriere schon während seiner Kindertage, wenn er seinen Vater begleitete, während dieser als Diskjockey oder mit verschiedenen Bands unterwegs war. Unter dem Pseudonym Norman Webber war er vornehmlich im Raum Jena zu hören. 2007 begann er auf verschiedenen Labels zu veröffentlichen.
Marco Resmann begann sich in den frühen 90er Jahren für elektronische Musik zu interessieren. Sein Repertoire reichte dabei von Trance und Techno bis hin zum für ihn später favorisierten House. Seine ersten Gehversuche als DJ machte er unter dem Namen Phage im Berliner Jugendclub All1. Seit 1998 produziert er selbst. Mit einigen Freunden gründete er das Studioprojekt Audiogain, das mittlerweile allerdings auf Eis liegt. 2002 veröffentlichte er über den Kontakt zum Hamburger DJ und Produzenten Martin Landsky seine ersten eigenen Tracks auf dessen Label Intim Recordings. 2007 gründete er zusammen mit Hawks Grunert und Marcus Meinhardt das Label Upon You.
Weber und Resmann liefen sich während  einer Silvesterfeier 1999/2000 in der italienischen Stadt Lanciano über den Weg, welche vom thüringischen Techno-Club Muna organisiert wurde. Ein Jahr später zog Weber nach Berlin, und beide begannen gemeinsam zu produzieren und als DJ-Team aufzutreten. 2005 erfolgte die erste Veröffentlichung unter dem gemeinsamen Projektnamen Luna City Express auf dem von Matthias Tanzmann gegründeten Label Moon Harbour Recordings. Seit 2004 sind sie fester Programmbestandteil des Line-ups des  Musikfestivals SonneMondSterne.
Ihr erstes Album „Hello from Planet Earth“ erschien im Jahr 2009 ebenfalls auf Moon Harbour Recordings.

## Diskographie (Auszug)

### Alben
- 2009: Hello from Planet Earth (Moon Harbour Recordings)
- 2015: "Ten Years Remixed" (Moon Harbour Recordings)
- 2016: "Lunation" (Lapsus Music)

### Singles und EPs
- 2005: Fresh (Moon Harbour Recordings)
- 2005: White Russian (Moon Harbour Recordings)
- 2005: Venus (Moon Harbour Recordings)
- 2006: Crazy Planet (Moon Harbour Recordings)
- 2007: Para Siempre (Moon Harbour Recordings)
- 2007: After Three (Aerobic Studio)
- 2007: Freaky Suckers (Freak Waves)
- 2007: R.E.M (Justified Cause)
- 2007: R.E.M.ixes (Justified Cause)
- 2008: Seven (Moon Harbour Recordings)
- 2008: Dancer (Enliven Music)
- 2009: Rough Neck (Moon Harbour Recordings)
- 2010: Hello from Planet Earth Remixes Vol.1 (Moon Harbour Recordings)
- 2010: Hello from Planet Earth Remixes Vol.2 (Moon Harbour Recordings)
- 2010: "The Bartender" (Enliven Music)
- 2011: "Beatman EP" (Clap Your Hands)
- 2012: "The Next Level" feat. Roland Clark (Moon Harbour Recordings)
- 2013: "Magic Bazar EP"  (Moon Harbour Recordings)
- 2014: "R.E.Mixes 2014" feat.Diamondancer (Justified Cause)
- 2014: "Luna City Lab" (Luna City Lab)

### Remixe
- 2006: Dole & Kom – Deep Down & Dirty (Luna City Express Remix) (Elektro.Komfort)
- 2006: Magnetic Base – Spree Beach Sunrise (Luna City Express Remix) (Highgrade Records)
- 2006: Sierra – Interlope (Luna City Express Remix) (Anny-Jack Recordings)
- 2006: Oliver $ – Hotflash! (Luna City Express Remix) (Grand Petrol)
- 2006: Audio Soul Project feat. Rachael Starr – Tied To You (Luna City Express Remix) (Fresh Meat)
- 2006: Tanzmann & Stefanik – Basic Needs (Luna City Express Remix) (Moon Harbour Recordings)
- 2007: Simon Flower – Shinjuku Skyline (Luna City Express Remix) (Curl Curl)
- 2007: SCSI-9 – Kroy menya v pol bita (Luna City Express 'Lovely Luna People' Remix) (Fear Of Flying)
- 2008: Rhauder – Getting a Glimpse (Luna City Express Remix) (Perplex Recordings)